# Ludwig Redtenbacher

Ludwig Redtenbacher (1814–1876)

Ludwig Redtenbacher (* 10. Juni 1814 in Kirchdorf an der Krems, Oberösterreich; † 8. Februar 1876 in Wien) war ein österreichischer Entomologe und Arzt.

## Ausbildung
Ludwig Redtenbacher war der Bruder des Chemikers Josef Redtenbacher. Er besuchte das 
Gymnasium in Kremsmünster und studierte nach der Matura von 1833 bis 1838 Medizin und Naturwissenschaften an der Universität Wien. 1843 wurde er zum Dr. med. promoviert. Schon in seiner Dissertation befasste er sich mit Koleopterologie. Nach seiner Promotion ordinierte er als praktischer Arzt, war aber schon neben seinem Studium ab 1835 als Praktikant, später ab 1847 als Assistent an der Insektensammlung des k.k. Hof-Naturalien-Cabinet in Wien tätig. Aus dem Hof-Naturalien-Cabinet ging zu dieser Zeit das heutige Naturhistorische Museums hervor.
Redtenbacher wurde 1851/52 als Professor für Zoologie nach Prag berufen. Danach kehrte er als Custos adjunctus an das Hof-Naturalien-Cabinet zurück und wurde ab 1860 dort Direktor.

## Werk

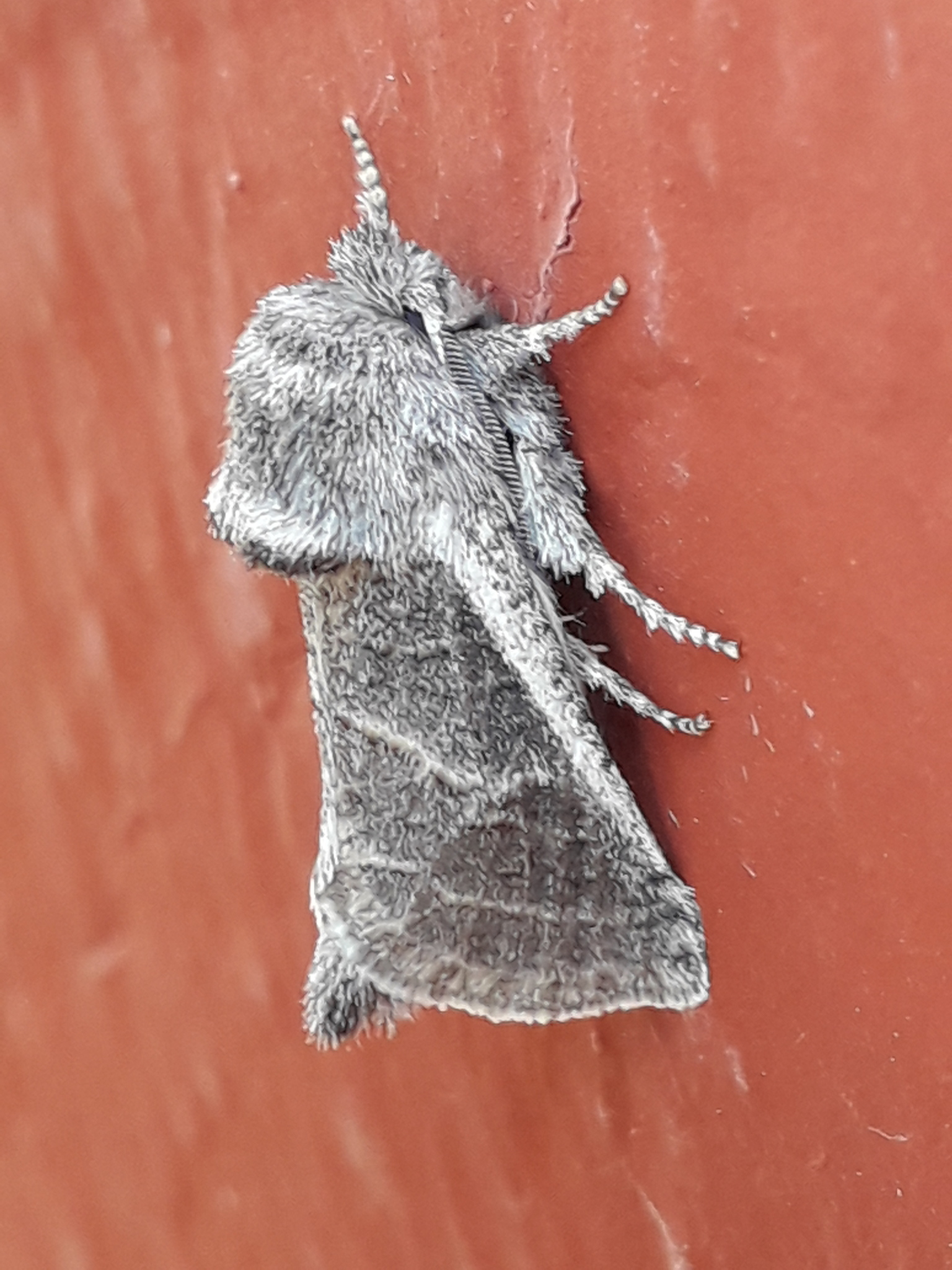
Comadia redtenbacheri

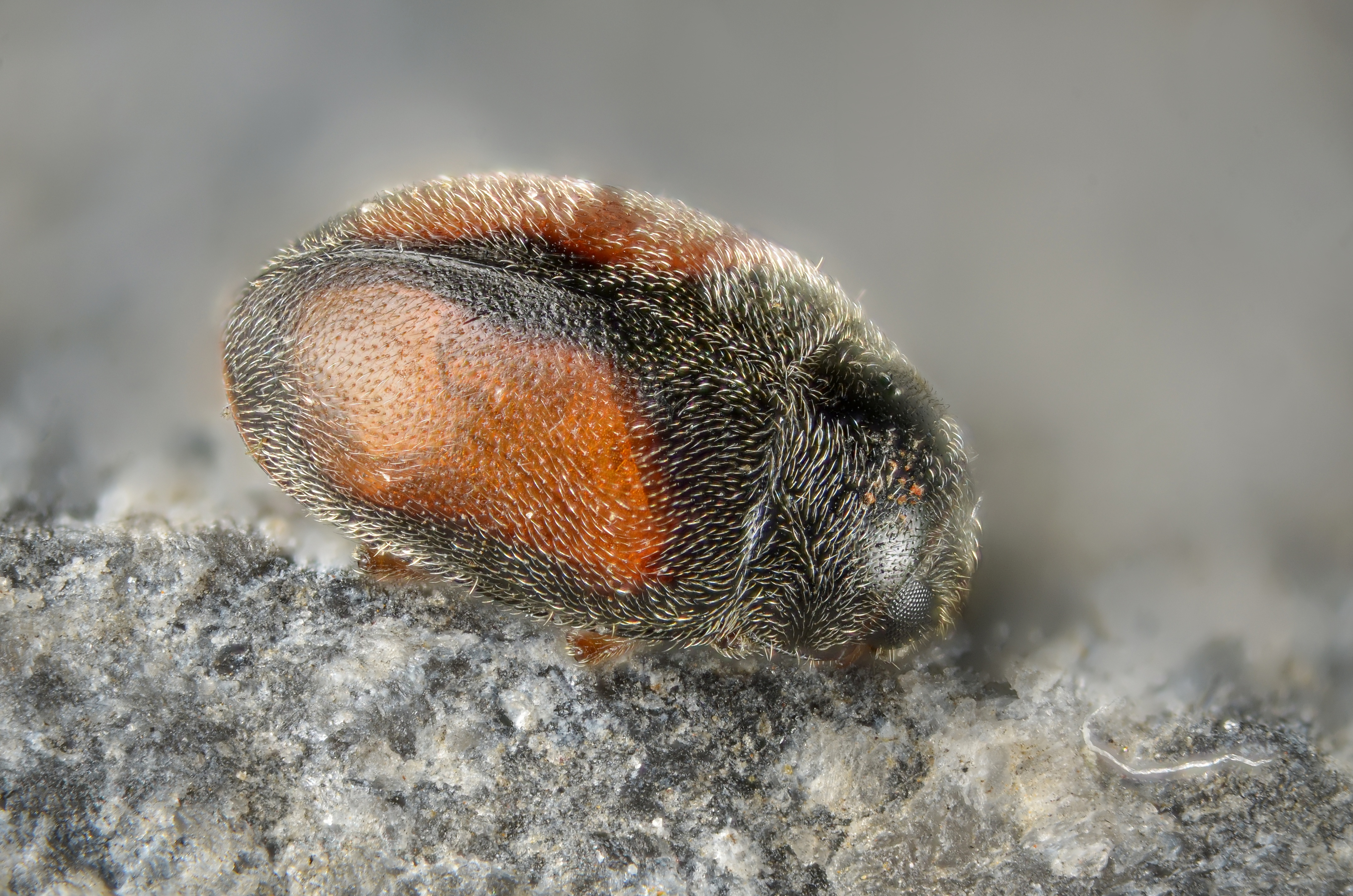
Redtenbachers Zwergmarienkäfer (Nephus redtenbacheri)

Ludwig Redtenbacher galt als der bedeutendste österreichische Entomologe seiner Zeit. 
Schon zu seinen Lebzeiten wurden zahlreiche neu beschriebene Lebewesen ihm zu Ehren benannt, darunter Nephus redtenbacheri (Redtenbachers Zwergmarienkäfer, Mulsant, 1846), Comadia redtenbacheri (Hammerschmidt, 1848), der Laufkäfer Duvalius redtenbacheri (Frivaldszky & Frivaldszky, 1857), und auch die Laubheuschrecke Phlugiola redtenbacheri (Karny, 1907). 
Die Redtenbachergasse in Wien-Ottakring und Hernals ist seit 1894 nach ihm benannt.

## Veröffentlichungen (Auswahl)
- Die Gattungen der deutschen Käfer-Fauna nach der analytischen Methode, 1845
- Fauna austriaca: Die Käfer, 1849 (3. Aufl. 1874)
- mit Vincenz Kollar: Aufzählung und Beschreibung der von Herrn Karl Freiherrn v. Hügel aus seiner Reise nach Kaschmir und durch Himalayagebirge gesammelte Insecten. In: Kaschmir und das Reich der Siek. Band IV, Stuttgart 1840–1848.